# Harcerska Organizacja Wychowawczo-Patriotyczna „Cichociemni”
Harcerska Organizacja Wychowawczo-Patriotyczna „Cichociemni” – lokalne stowarzyszenie młodzieżowe działające w województwie dolnośląskim i województwie lubelskim. Siedzibą stowarzyszenia jest Brzeg Dolny w powiecie wołowskim.
Organizacja wywodzi się z zastępu harcerskiego utworzonego w latach 80. XX wieku. Została wpisana do rejestru stowarzyszeń w 2003 (KRS nr 0000179847). Według statutu organizacja działa zgodnie z zasadami, celami i metodą wprowadzoną przez założyciela skautingu Roberta Baden-Powella i rozwiniętymi przez Andrzeja Małkowskiego.
Władzami stowarzyszenia są: 
- Walny Zjazd, organizowany co 3 lata,
- Rada Naczelna,
- 5-osobowy Sztab Naczelny z Naczelnikiem, pełniący rolę zarządu stowarzyszenia,
- Komisja Rewizyjna,
- Sąd Harcerski.

Założycielem i naczelnikiem „Cichociemnych” jest Piotr Gajewski.